# Monitoraggio della trasmissione neuromuscolare
Il monitoraggio della trasmissione neuromuscolare è il monitoraggio della trasmissione dello stimolo neuromuscolare alla placca motrice quando si utilizzano bloccanti neuromuscolari durante l'anestesia generale.
Un nervo periferico viene stimolato, utilizzando due elettrodi, dallo strumento di monitoraggio e viene misurata (qualitativamente o quantitativamente) la risposta muscolare risultante; sulla base di questi valori, l'anestesista può valutare l'effetto dei miorilassanti e regolare di conseguenza il loro dosaggio.
La curarizzazione facilita l'intubazione tracheale: quando si usa un bloccante neuromuscolare per l'intubazione, la curarizzazione degli adduttori laringei (i muscoli che consentono l'adduzione delle corde vocali) deve essere completa. Invece intraoperatoriamente e, particolarmente, in chirurgia addominale e toracica, il rilassamento muscolare facilita l'accesso al sito chirurgico e la riduce la tensione parietale; i muscoli retti e il diaframma devono, quindi, essere il bersaglio privilegiato dei curari.

## Metodi
Esistono vari metodi per misurare la risposta del muscolo stimolato. La valutazione visiva o tattile consente di controllare il rilassamento profondo, ma è imprecisa nella fase di recupero dalla miorisoluzione e non è possibile distinguere tra rapporti di TOF > 50%.
Il monitoraggio quantitativo può essere suddiviso tra quelli che misurano la risposta elettrica (il potenziale d'azione muscolare evocato) e quelli che monitorano la risposta contrattile alla stimolazione.
La misurazione della risposta elettrica alla stimolazione muscolare è chiamata elettromiografia; la risposta meccanica alla stimolazione del muscolo può essere misurata mediante meccanomiografia, cinemiografia e acceleromiografia. L'elettromiografia misura i potenziali d'azione innescati tra due elettrodi. Nella meccanomiografia la contrazione del muscolo viene misurata utilizzando un trasduttore di forza. Rappresenta il metodo scientifico di riferimento, ma non è adatto alla pratica clinica. L'acceleromiografia misura l'accelerazione di un trasduttore piezoelettrico collegato al muscolo stimolato e rappresenta il metodo clinico di routine per la sufficiente accuratezza e buona praticabilità. Una tensione viene creata quando il muscolo accelera, e quell'accelerazione è proporzionale alla forza di contrazione; la massa del trasduttore piezoelettrico è nota, quindi la forza può essere calcolata: Forza = massa × accelerazione.

### Metodi acceleromiografici

#### Double Burst Stimulation
Nella Double Burst Stimulation (DBS), viene erogata una doppia serie di stimoli (3+3 o 3+2) ad alta frequenza, ad esempio 50 Hz ciascuno, con una pausa di 750 millisecondi. Questa sequenza ha lo scopo di facilitare la valutazione tattile durante il recupero dal blocco e viene utilizzata durante il risveglio dall'anestesia.

#### Train of four

I valori e quozienti di TOF.

Il treno di quattro (TOF, dall'inglese Train Of Four) è il metodo di stimolazione più utilizzato nel monitoraggio neuromuscolare ed è lo standard nel monitoraggio degli effetti dei miorilassanti non depolarizzanti. Una serie di quattro stimoli viene erogata a una frequenza di 2 Hz; il numero di risposte è detto “valore di TOF”.
La stimolazione TOF è adatta per il monitoraggio durante tutte le fasi dell'anestesia. Quando si utilizzano miorilassanti depolarizzanti (succinilcolina), le risposte allo stimolo si riducono uniformemente, invece quando si usano farmaci non depolarizzanti si può determinare una diminuzione dalla prima alla quarta risposta, con effetto crescente: questo rapporto (T4/T1) è chiamato “quoziente di TOF” o “rapporto di TOF”, ed è 100% nel muscolo non rilassato; con un rilassamento più profondo possono essere evocate solo poche risposte di stimolo o anche nessuna risposta.

#### Stimolazione tetanica ePost Tetanic Count

Confronto tra TOF e PTC.

La stimolazione nervosa ad alta frequenza porta ad una fusione delle singole contrazioni muscolari associate (tetania); l'aumentato rilascio di neurotrasmettitori sulla placca motrice porta ad una temporanea intensificazione delle reazioni muscolari, che può essere determinata con successive stimolazioni individuali. Questa tecnica è chiamata Post Tetanic Count (PTC) e consente il monitoraggio del rilassamento molto profondo, quando la stimolazione TOF non è più in grado di produrre una risposta.